# Dženis Burnić
Dženis Burnić (Hamm, 1998. május 22. –) német utánpótlás-válogatott labdarúgó, jelenleg a VfB Stuttgart csapatában szerepel kölcsönben a Borussia Dortmund együttesétől.

## Pályafutása

### Klubcsapat
Ifjúsági pályafutását az SVE Heessen csapatában kezdte, majd innen igazolta le őt a Borussia Dortmund. 2013-ban az U17-es csapathoz került, majd 2 év múlva az U19-eseknél találta magát. 2015-ben Jürgen Klopp a klub akkori vezetőedzője az első csapat edzőtáborába magával vitte. A 2016–17-es szezonban már a felnőttek keretébe is nevezték. 2016. október 14-én a Hertha BSC elleni Bundesliga mérkőzésen Thomas Tuchel a kispadra nevezte őt. Négy nappal később az bajnokok ligájában a Sporting CP ellen 2-1-re megnyert mérkőzésen a 92. percben Felix Passlack cseréjeként debütált az első csapatban tétmérkőzésen. 2017. február 11-én a bajnokságban is bemutatkozhatott az SV Darmstadt 98 ellen, kezdőként végig a pályán maradt a 2-1-re elvesztett találkozón. 2017. július 10-én kölcsönbe került a VfB Stuttgart csapatához a 2017–2018-as szezon végéig. Augusztus 12-én mutatkozott be a kupában az Energie Cottbus ellen. Szeptember 19-én Orel Mangala cseréjeként debütált a bajnokságban a 2–0 elvesztett mérkőzésen a Borussia Mönchengladbach ellen.

### Válogatott
Végigjárta a német korosztályos labdarúgó-válogatottakat. Az U17-es válogatott tagja volt a 2015-ös U17-es labdarúgó-Európa-bajnokságon és a 2015-ös U17-es labdarúgó-világbajnokságon, amelybe Christian Wück hívta meg a keretbe. Az U17-es labdarúgó-Európa-bajnokságon a döntőben a francia U17-es labdarúgó-válogatott ellen 4-1-re kaptak ki. Az U17-es labdarúgó-világbajnokságon a C csoportban a második helyen jutottak tovább, majd a horvát U17-es válogatott elleni mérkőzésen 2-0-ra kaptak ki a nyolcaddöntőben.

## Statisztika
2018. február 12-i állapot szerint.
| Klub              | Szezon   | Bajnokság | Bajnokság | Kupa  | Kupa | Nemzetközi | Nemzetközi | Összesen | Összesen |
| Klub              | Szezon   | Mérk.     | Gól       | Mérk. | Gól  | Mérk.      | Gól        | Mérk.    | Gól      |
| ----------------- | -------- | --------- | --------- | ----- | ---- | ---------- | ---------- | -------- | -------- |
| Borussia Dortmund | 2016–17  | 1         | 0         | 0     | 0    | 1          | 0          | 2        | 0        |
| Borussia Dortmund | Összesen | 1         | 0         | 0     | 0    | 1          | 0          | 2        | 0        |
| VfB Stuttgart     | 2017–18  | 6         | 0         | 2     | 0    | 0          | 0          | 8        | 0        |
| VfB Stuttgart     | Összesen | 6         | 0         | 2     | 0    | 0          | 0          | 8        | 0        |
| Összesen          | Összesen | 7         | 0         | 2     | 0    | 1          | 0          | 10       | 0        |

## Sikerei, díjai
- Németország U17
  - U17-es labdarúgó-Európa-bajnokság döntős: 2015